# 萧山区
萧山区是中华人民共和国浙江省杭州市的市轄區，原先后为绍兴专区萧山县、浙江省直辖萧山县、宁波专区萧山县、杭州市萧山县、浙江省萧山市（县级市，地级杭州市代管），2001年设立萧山区。地处钱塘江南岸，为杭州南大门，北与上城区隔江而望，东接钱塘区、绍兴市柯桥区，西接滨江区、西湖區和富阳区，南临诸暨市。區人民政府駐北干街道金城路685号。区域总面积为998平方公里。
唐天寶元年（742年），改縣名永興為蕭山，因境內的蕭然山而得名。1988年，撤銷蕭山縣，設立蕭山市（縣級）。2001年，撤銷縣級蕭山市，成立杭州市蕭山區。

## 历史
春秋战国初期，现境属越国，战国中期，楚威王灭越，遂为楚地。公元2年建县，称余暨縣，属会稽郡，新朝元年（9年），改县名为餘衍。东汉建武年间（25－56年），复名余暨，郡属不变。三国吴黄武年间（222－229年），改名永兴。隋开皇九年（589年），废永兴县建制，并入会稽县。唐仪凤二年（677年）复设永兴县，属越州。唐天宝元年（公元742年）改名萧山县。吴越国时，改越州为镇东军，萧山隶属之，978年，吴越国并入北宋，镇东军复名越州。南宋時改越州為紹興府，萧山隶属不变。自元代至民国，萧山隶属不变，民国36年（1947年）6月，萧山改为省直辖县。
1949年5月，中国人民解放军接管蕭山，萧山为省直属县。1949年6月底，划归绍兴专区。1952年起，复为省直属县。1957年划归宁波专区。1959年改属杭州市。1988年撤县设市，1996年5月8日原萧山市西兴镇、长河镇、浦沿镇三镇划归杭州市西湖区（同年12月12日以三镇为基础成立滨江区），2001年3月撤市设杭州市萧山区。
2021年4月，杭州市进行行政区划调整，萧山区的大江东地区——河庄街道、义蓬街道、新湾街道、臨江街道、前進街道成为新建立的钱塘区行政区域的一部分。

## 气候
属亚热带季风气候，四季分明、雨热同期、日照充足。1月平均气温4.5℃，7月平均气温28.9℃，年平均气温16.8℃。极端最高气温42.2℃（2003年7月25日、8月1日，2013年7月30日），极端最低气温-15.0℃（1977年1月5日）。年降水量1440.5毫米。年日照时数1804.6小时。
| 萧山区（1981－2010年）   | 萧山区（1981－2010年） | 萧山区（1981－2010年） | 萧山区（1981－2010年） | 萧山区（1981－2010年） | 萧山区（1981－2010年） | 萧山区（1981－2010年） | 萧山区（1981－2010年） | 萧山区（1981－2010年） | 萧山区（1981－2010年） | 萧山区（1981－2010年） | 萧山区（1981－2010年） | 萧山区（1981－2010年） | 萧山区（1981－2010年） |
| 月份                     | 1月                    | 2月                    | 3月                    | 4月                    | 5月                    | 6月                    | 7月                    | 8月                    | 9月                    | 10月                   | 11月                   | 12月                   | 全年                   |
| ------------------------ | ---------------------- | ---------------------- | ---------------------- | ---------------------- | ---------------------- | ---------------------- | ---------------------- | ---------------------- | ---------------------- | ---------------------- | ---------------------- | ---------------------- | ---------------------- |
| 日均气温 °C（°F）        | 4.5 (40.1)             | 6.3 (43.3)             | 10.2 (50.4)            | 16.1 (61.0)            | 21.4 (70.5)            | 24.7 (76.5)            | 28.9 (84.0)            | 28.1 (82.6)            | 23.8 (74.8)            | 18.5 (65.3)            | 12.6 (54.7)            | 6.8 (44.2)             | 16.8 (62.2)            |
| 平均降水量 mm（）        | 82.9 (3.26)            | 91.2 (3.59)            | 139.4 (5.49)           | 121.6 (4.79)           | 130.4 (5.13)           | 216.6 (8.53)           | 162.1 (6.38)           | 161.1 (6.34)           | 131.6 (5.18)           | 76.5 (3.01)            | 74.3 (2.93)            | 52.8 (2.08)            | 1,440.5 (56.71)        |
| 平均降水天数（≥ 0.1 mm） | 13.0                   | 12.6                   | 15.9                   | 15.1                   | 14.2                   | 15.2                   | 12.9                   | 13.8                   | 12.2                   | 9.6                    | 9.4                    | 9.1                    | 153                    |
| 月均日照時數             | 108.8                  | 103.5                  | 122.4                  | 146.0                  | 166.1                  | 145.7                  | 219.6                  | 209.2                  | 155.3                  | 154.6                  | 135.3                  | 138.1                  | 1,804.6                |
| 来源：《萧山年鉴2013》   |                        |                        |                        |                        |                        |                        |                        |                        |                        |                        |                        |                        |                        |

## 社会

### 人口
2023年末全区常住人口214万人，比上年末增加3万人。户籍登记总人口128.86万人。全年人口出生10893人，死亡8565人，出生率为8.54‰，死亡率为6.72‰，自然增长率为1.82‰。

### 方言
因萧山古代一直属于会稽下的辖区，因此萧山方言不同于杭州，属于吴语临绍小片，与绍兴方言基本相近。

### 教育

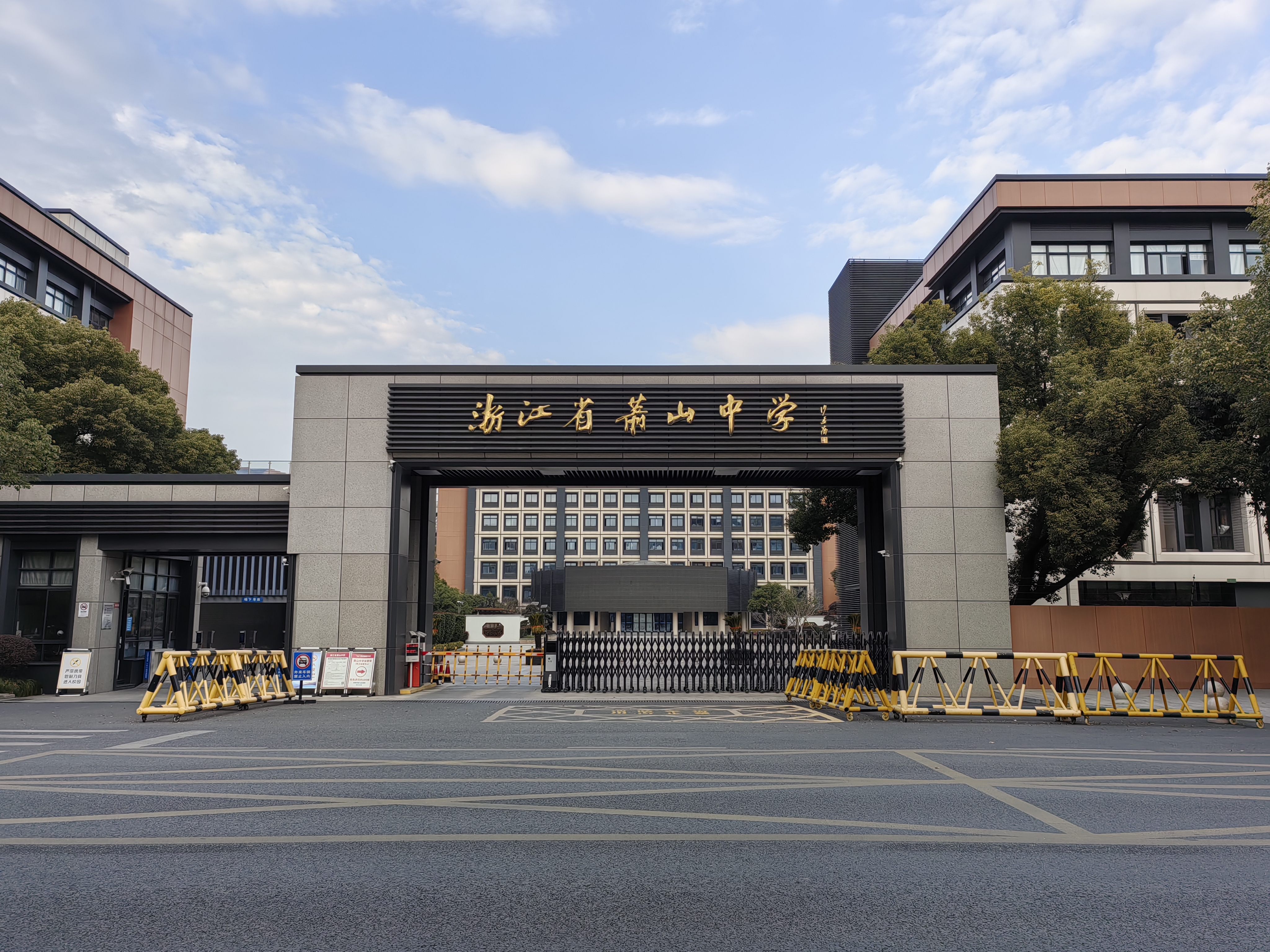
浙江省蕭山中學

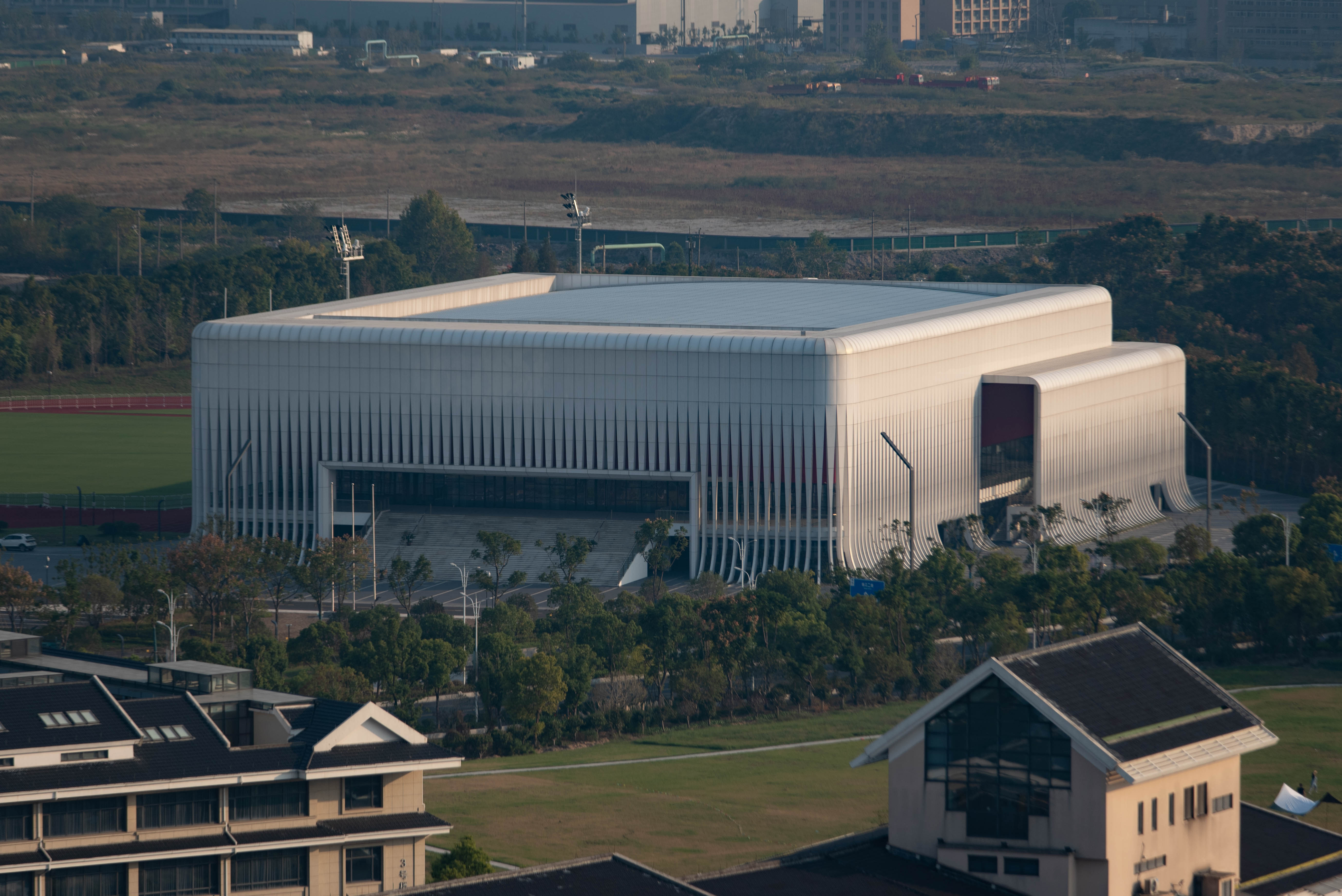
浙师大萧山校区体育馆

浙江省萧山中学（1995年首批）、杭州市萧山区第二高级中学、杭州市萧山区第三高级中学和杭州市萧山区第五高级中学是浙江省一级重点中学。
萧山高教园位于萧山区北部的宁围街道，2007年建立。入驻有浙江师范大学萧山校区（2014年7月1日揭牌成立）、浙江建设职业技术学院、浙江旅游职业技术学院、浙江同济科技职业学院、浙江体育职业技术学院共计五所高校。

### 宗教

江寺

佛教传入萧山，至少已有1600多年历史，东晋咸和六年（331）始建祇园寺（原名崇化寺，萧山体育路西端）。萧山佛教寺庙主要有曹洞正宗和临济正宗两派佛教禅宗支脉，前者如曹山寺、云门寺等，后者如白龙寺、宝寿禅寺等。寺庙作为佛教活动载体，在传播佛文化同时，产生了一批名僧高师。如竹林寺高昙禅师、宝寿禅寺独超法师、曹山寺净生起祖禅师等，他们问禅教化、济世治病，对萧山佛教文化的发展做出积极贡献。
萧山是浙江省内除温州以外，另一个基督徒众多的地区，人数超过10万，其中95%属于地方教会背景。

## 行政区划

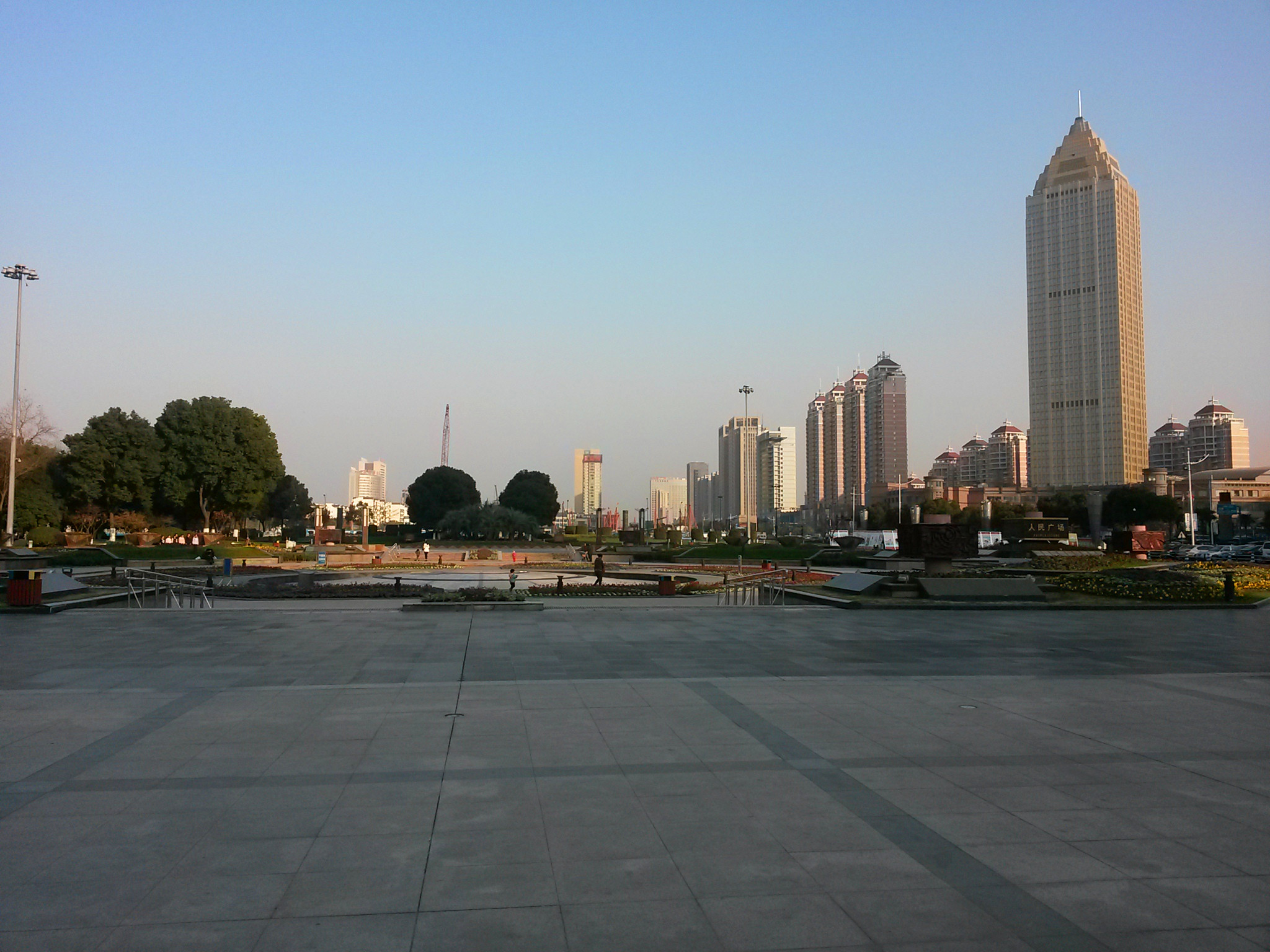
人民广场

区政府办事服务中心

浙江萧山医院

下辖10个街道、12个镇，349个社区、209个行政村。
| 萧山区行政区划图 | 萧山区行政区划图 | 萧山区行政区划图      | 萧山区行政区划图     | 萧山区行政区划图 | 萧山区行政区划图 |
| --- | ---------------- | --------------------- | -------------------- | ---------------- | ---------------- |
| ① 城厢 · ②盈丰 · ③属瓜沥镇 义桥 临浦 戴村 河上 楼塔 浦阳 进化 新塘 衙前 所前 ① 北干 蜀山 闻堰 宁围 ② 新街 瓜沥 南阳 靖江 党湾 益农 ③ |                  |                       |                      |                  |                  |
| 区划代码 | 区划名称         | 陆域面积 （平方千米） | 邮政编码             | 社区数           | 行政村数         |
| 330109001 | 城厢街道         | 25.63                 | 311201 311203        | 33               | 0                |
| 330109002 | 北干街道         | 17.51                 | 311202               | 21               | 6                |
| 330109003 | 蜀山街道         | 34.75                 | 311203               | 18               | 8                |
| 330109004 | 新塘街道         | 35.65                 | 311201               | 23               | 17               |
| 330109005 | 靖江街道         | 23.06                 | 311223               | 5                | 10               |
| 330109006 | 南阳街道         | 31.03                 | 311227               | 2                | 13               |
| 330109012 | 闻堰街道         | 26.75                 | 311258               | 4                | 6                |
| 330109013 | 宁围街道         | 62.58                 | 311215               | 7                | 6                |
| 330109014 | 新街街道         | 40.68                 | 311217               | 4                | 15               |
| 330109015 | 盈丰街道         | 23.10                 | 311215               | 9                | 4                |
| 330109100 | 楼塔镇           | 47.93                 | 311266               | 1                | 12               |
| 330109101 | 河上镇           | 63.69                 | 311265               | 1                | 15               |
| 330109102 | 戴村镇           | 62.82                 | 311261               | 1                | 22               |
| 330109103 | 浦阳镇           | 44.49                 | 311255               | 0                | 18               |
| 330109104 | 进化镇           | 87.10                 | 311253               | 0                | 25               |
| 330109105 | 临浦镇           | 42.48                 | 311251               | 14               | 20               |
| 330109106 | 义桥镇           | 57.99                 | 311256               | 1                | 21               |
| 330109107 | 所前镇           | 44.13                 | 311254 311201        | 1                | 19               |
| 330109108 | 衙前镇           | 17.92                 | 311209               | 2                | 11               |
| 330109113 | 瓜沥镇           | 127.15                | 311241 311243 311245 | 11               | 63               |
| 330109115 | 益农镇           | 46.51                 | 311247               | 1                | 19               |
| 330109120 | 党湾镇           | 32.73                 | 311215               | 1                | 17               |
| - 宁围街道顺坝垦区中约2100余亩属上城区。                                                                                             |                  |                       |                      |                  |                  |

## 交通

### 铁路

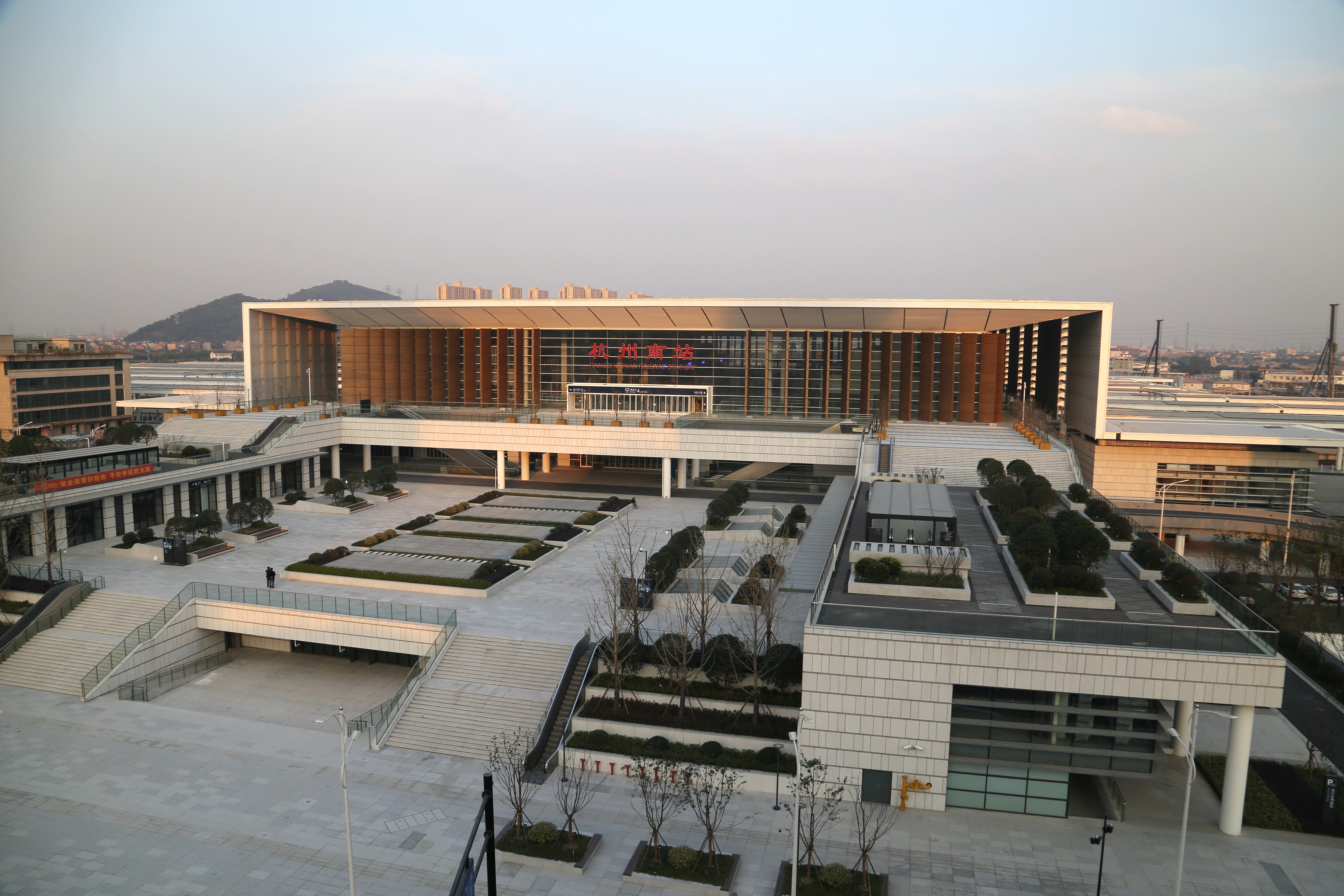
杭州南站站房

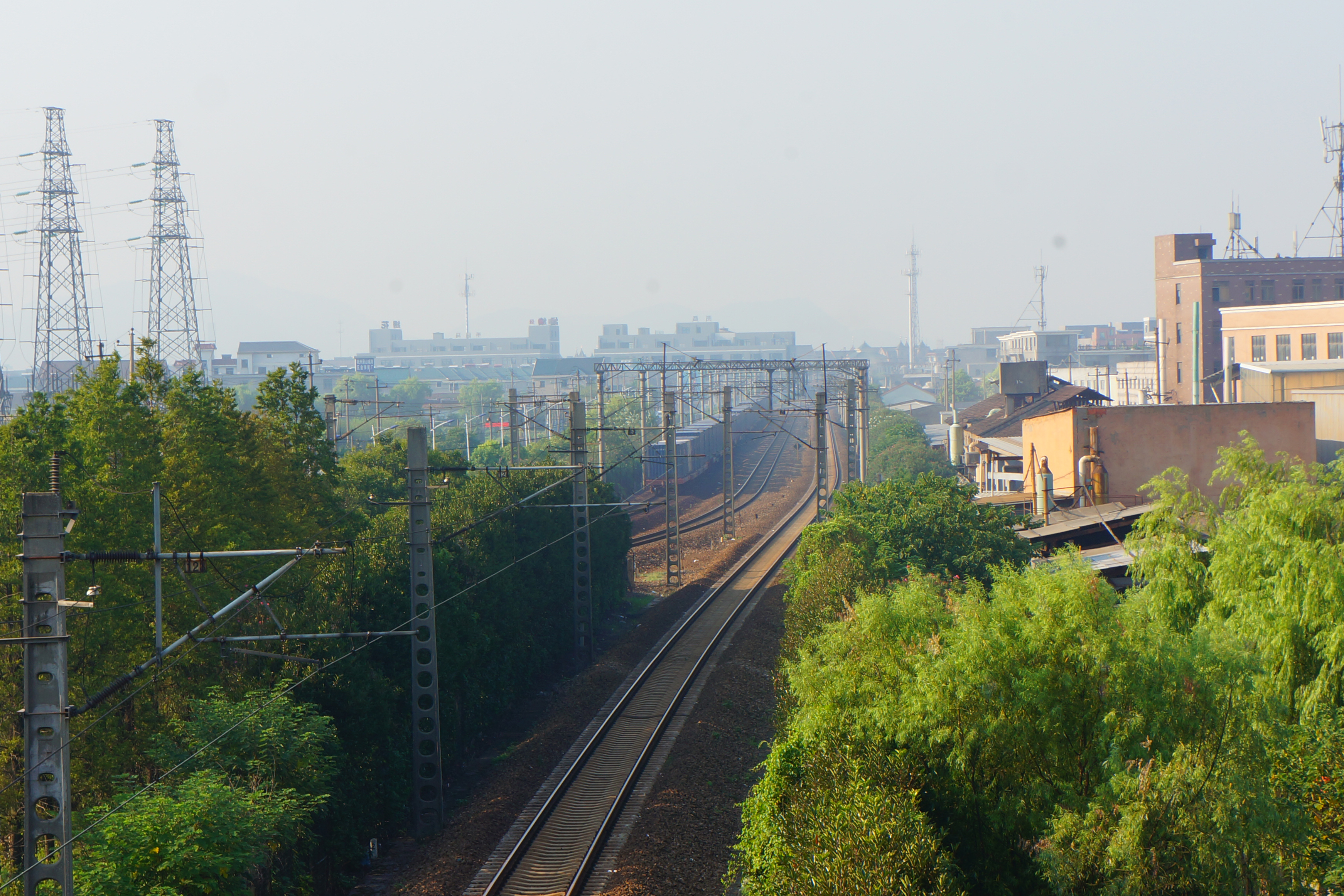
杭州绕行线在沪昆铁路萧山站分岔

萧山有沪昆铁路经过，萧甬铁路在萧山接入沪昆铁路，同时设有杭州绕行线、萧萧联络线、萧浙联络线等联络线。在高速铁路方面，则有沪昆客运专线、杭甬客运专线经过，在杭州南站设有杭南信号所作为两条线路的联络线，未来还有杭黄客运专线经过。原浙赣铁路与1932年完成，铁路横穿萧山并在城厢街道设萧山站，办理客货运业务。1992年联通白鹿塘站和笕桥站的浙赣铁路绕行线完工，并在萧山设有办理客运业务的新萧山站和盈宁站，部分经由杭州的列车不再经由横穿萧山的老浙赣线、直接由绕行萧山城区的绕行先北上进入沪杭铁路和宣杭铁路，同时原萧山站改名萧山西站。2006年，原浙赣铁路绕行线与浙赣铁路、沪杭铁路合并成为沪昆铁路，而横穿萧山城区的浙赣铁路改名杭州绕行线。
2010年1月1日起，萧山站更名为杭州南站。 在杭州东站站改过程中，杭州南站和杭州站是杭州地区主要的两个客运站。2013年7月1日，新杭州东站启用后，杭州南站开始进入闭关改造阶段。南站站房及相关工程于2014年11月正式开建，原来预计2017年6月完工。2020年7月1日，杭州南站重新投入使用。而萧山站的名称则于2015年用于白鹿塘站，同时在该站周围将兴建萧山货场，今后将成为铁路杭州枢纽南部的最重要的组成部分，与钱塘江北岸的乔司站一同形成“北乔司、南萧山”的杭州铁路货运新格局。
萧山所有的铁路车站除萧甬铁路夏家桥站由上海铁路局宁波车务段管理外，均由上海铁路局杭州直属站管理。从前上海铁路局杭州铁路分局设有萧山车务段，以管理萧山地区的铁路车站。后萧山车务段于2000年合并至诸暨车务段，后者又于2005并入新成立的金华车务段，萧山的大部分车站改由金华车务段管理。金华车务段管理的萧山铁路车站又于2009年10月1日起移交杭州直属站管辖。

### 公路
- 公路： 杭州绕城高速， 杭甬高速， 沪昆高速， 杭州萧山机场高速， 沪杭甬高速， 104国道， 329国道。

### 公交
- 公交：杭州萧山公共交通有限公司

### 航空

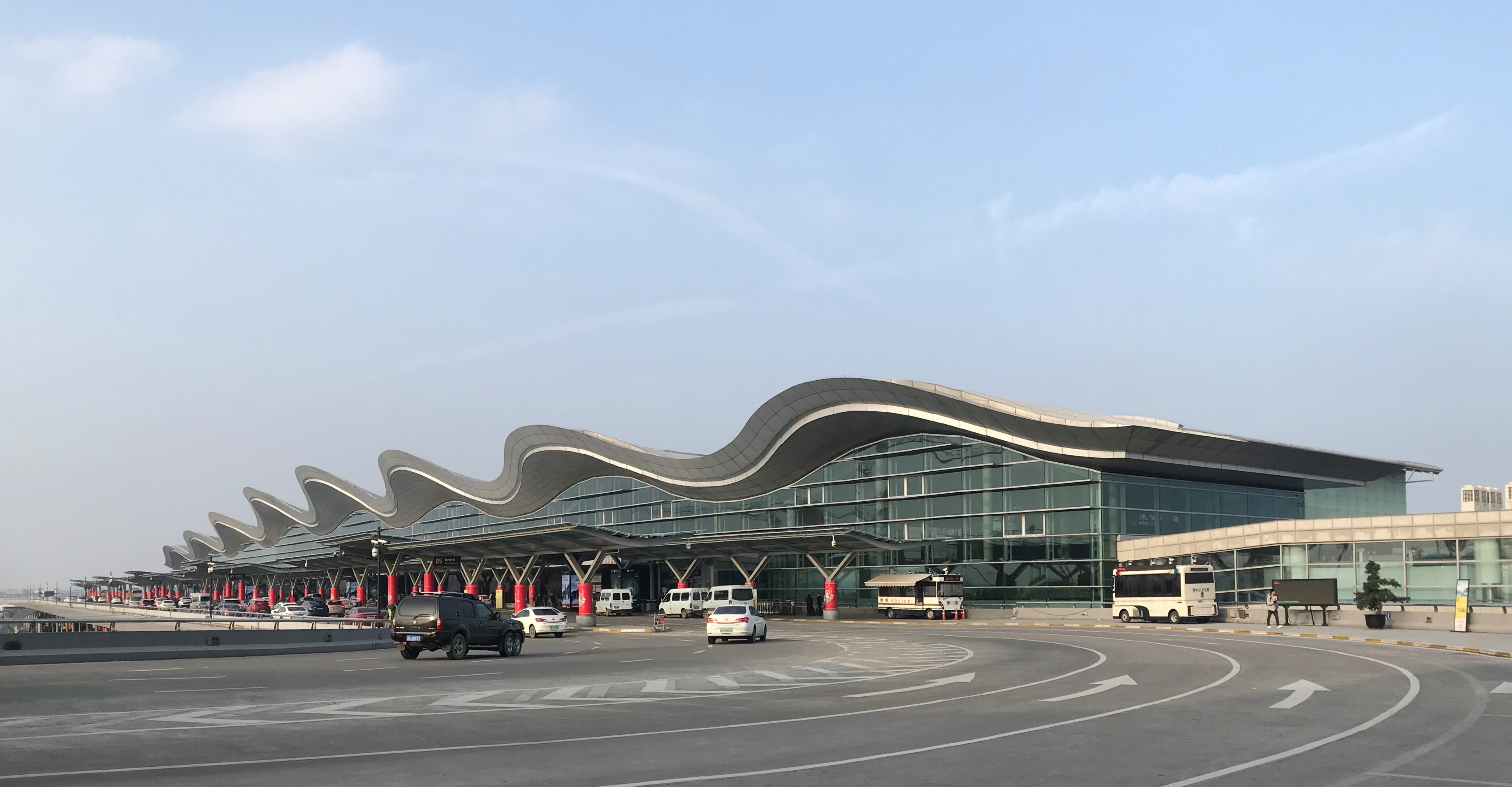
萧山国际机场

杭州萧山国际机场位于区内瓜沥镇，是杭州市的主要民航机场，同时也是浙江省以及长三角地区的重要机场，处于华东第三，全国前十的水平。机场于2001年开航，以取代杭州城区军民合用的矛盾日益突出的笕桥机场。但随着萧山机场航班量日益增加，尤其是第二跑道启用后，萧山机场造成机场周边以及萧山城区受到噪声影响日益严重的事实亦不容忽略，引起部分当地居民的不满。

### 地铁

人民路站A2出口

萧山区内现有地铁7条：杭州地铁1号线、2号线、5号线、6号线、7号线、19号线和绍兴轨道交通1号线。
2012年11月24日通车试运营的地铁1号线在萧山区设有湘湖站，同时在与滨江区交界设有滨康路站，联通杭州主城、临平和下沙地区。1号线三期线路于2020年12月30日开通，从下沙江滨延伸至蕭山國際機場。2014年11月24日开通运营的地铁2号线沿市心路纵贯整个萧山城区，增强与杭州主城以及城西地区的联通。2020年4月23日全线贯通运营的地铁5号线首次直连了萧山区与滨江区，并在2021年6月28日于姑娘桥实现了与绍兴轨道交通1号线柯桥段的换乘。
地铁6号线有四个站点位于萧山区内，分别为：博览中心、钱江世纪城、丰北和亚运村，其中博览中心站与钱江世纪城站已于2020年12月30日6号线一期开通时投入使用。地铁7号线大部分位于江南的萧山区内，过江后经杭州奥体博览城（可在此换乘6号线），向东沿建设三路、建设四路至萧山国际机场，后向北进入钱塘区，该线为连接线，目的是构建钱塘区与钱江两岸CBD以及杭州老城区的联系，目前开通了奥体中心与江东二路区间。
地铁19号线连接杭州西站、杭州东站与萧山国际机场，其中有五个站点位于萧山区内：平澜路、耕文路、知行路、萧山国际机场、永盛路。
远期途径萧山区的地铁规划有地铁10号线南延段、地铁11号线、地铁17号线和地铁22号线（原13号线）等。
现在途径萧山的地铁4号线南延段、杭州地铁18号线与杭州地铁15号线已经开工，预计2027年-2028年开通。

## 经济

钱江世纪城在建的高楼

曾经位于中国百强县第七位，浙江省县域经济第一位，后由于变成区级单位退出该类排名。目前截至2011年末数据，实现地区生产总值1446.78亿元，财政总收入217.02亿元，其中地方财政收入113.38亿元，城镇居民人均可支配收入36278元，农村居民人均纯收入18398元，各项数据指标依旧傲视全浙江省。
- 钱江世纪城
- 萧山经济技术开发区

### 主要公司

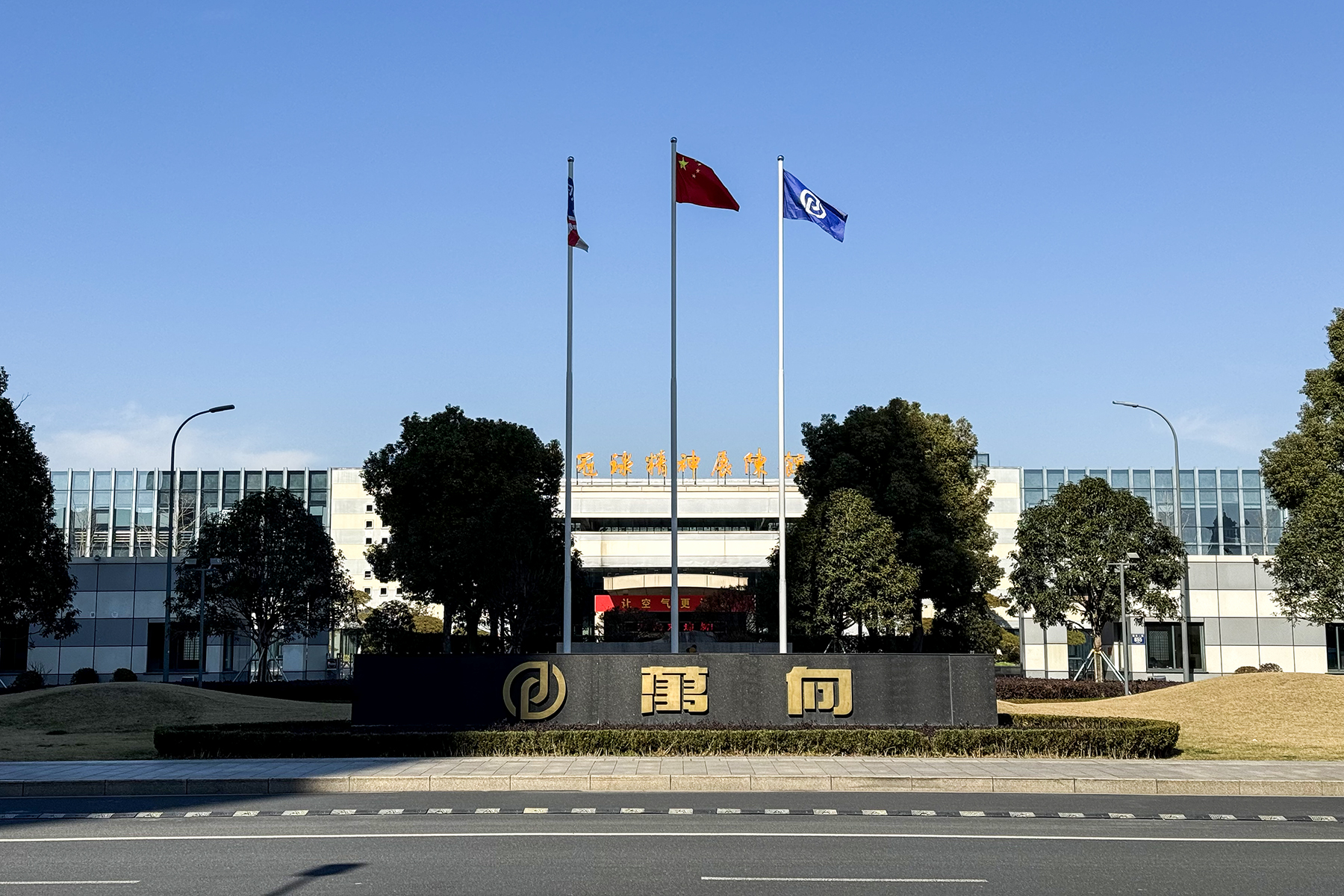
万向集团

航民股份织造分公司

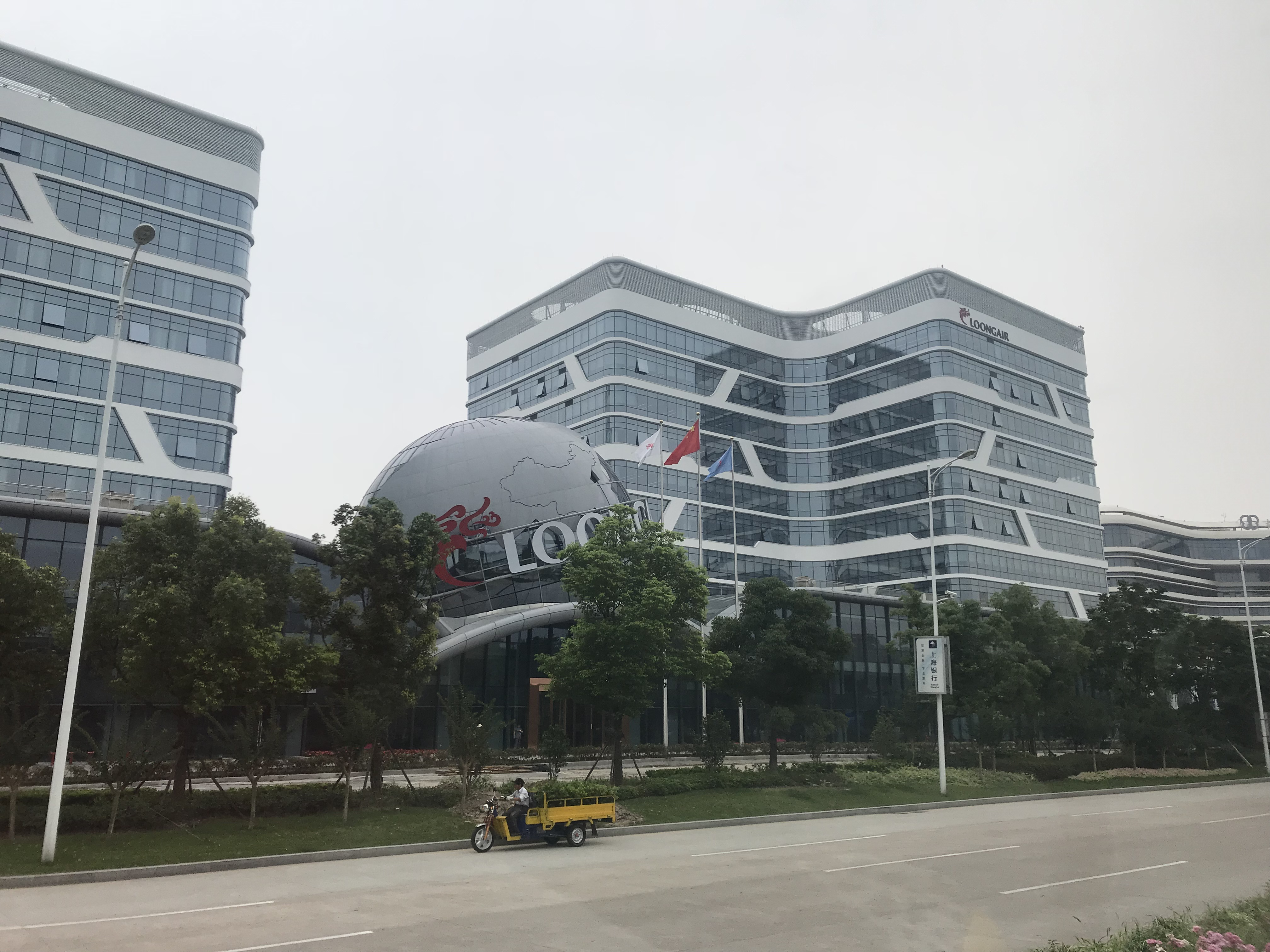
长龙航空

| 排名 | 企业                         |
| ---- | ---------------------------- |
| 2    | 榮盛控股集團                 |
| 4    | 浙江恒逸集團                 |
| 7    | 浙商中拓集团                 |
| 8    | 万向集团                     |
| 10   | 传化集团                     |
| 20   | 东南网架集团                 |
| 25   | 兴惠化纤集团                 |
| 32   | 正凯集团                     |
| 33   | 万向三农集团                 |
| 34   | 火山口网络科技               |
| 43   | 航民实业集团                 |
| 45   | 永盛控股集团                 |
| 51   | 众安集团                     |
| 52   | 浙江华瑞集团                 |
| 53   | 杭萧钢构股份                 |
| 55   | 金帝联合控股集团             |
| 57   | 长龙航空                     |
| 70   | 浙江移动信息系统集成有限公司 |
| 71   | 浙江万丰企业集团             |
| 85   | 杭州大明万洲金属科技有限公司 |
| 88   | 柳桥集团                     |
| 92   | 大立建设集团                 |
| 93   | 亚太机电集团                 |
| 94   | 杭可科技                     |
| 96   | 宝盛控股集团                 |
| 99   | 浙江九州通医药               |

### 大型商场

银隆百货

萧山万象汇

奥体印象城

- 萧山众安广场，旧名萧山恒隆广场，位于山阴路688号，2007年12月开业
- 市心广场，位于萧绍路的一个商业街区
- 银隆百货，位于市心中路，A座、B座分别于2009年12月和2015年5月开业
- 加州阳光开元广场，旧名城市生活广场，位于金城路333号，2012年8月开业[20]
- 萧山宝龙广场，位于建设一路与金鸡路口，2015年12月开业
- 萧山万象汇，位于市心中路与金城路口，2018年6月15日开业
- 印力汇德隆杭州奥体印象城，位于钱江世纪城金鸡路与扬帆路交叉口，2021年9月30日开业。[21]
- 萧山银泰，位于通惠南路与南秀路交叉口，2021年12月10日开业。[22]
- 萧山开元广场，位于市心南路1216号，2023年11月18日开业[23]

### 特产
- 萧山萝卜干：中国地理标志产品。

## 旅游景点

湘湖

极地海洋公园

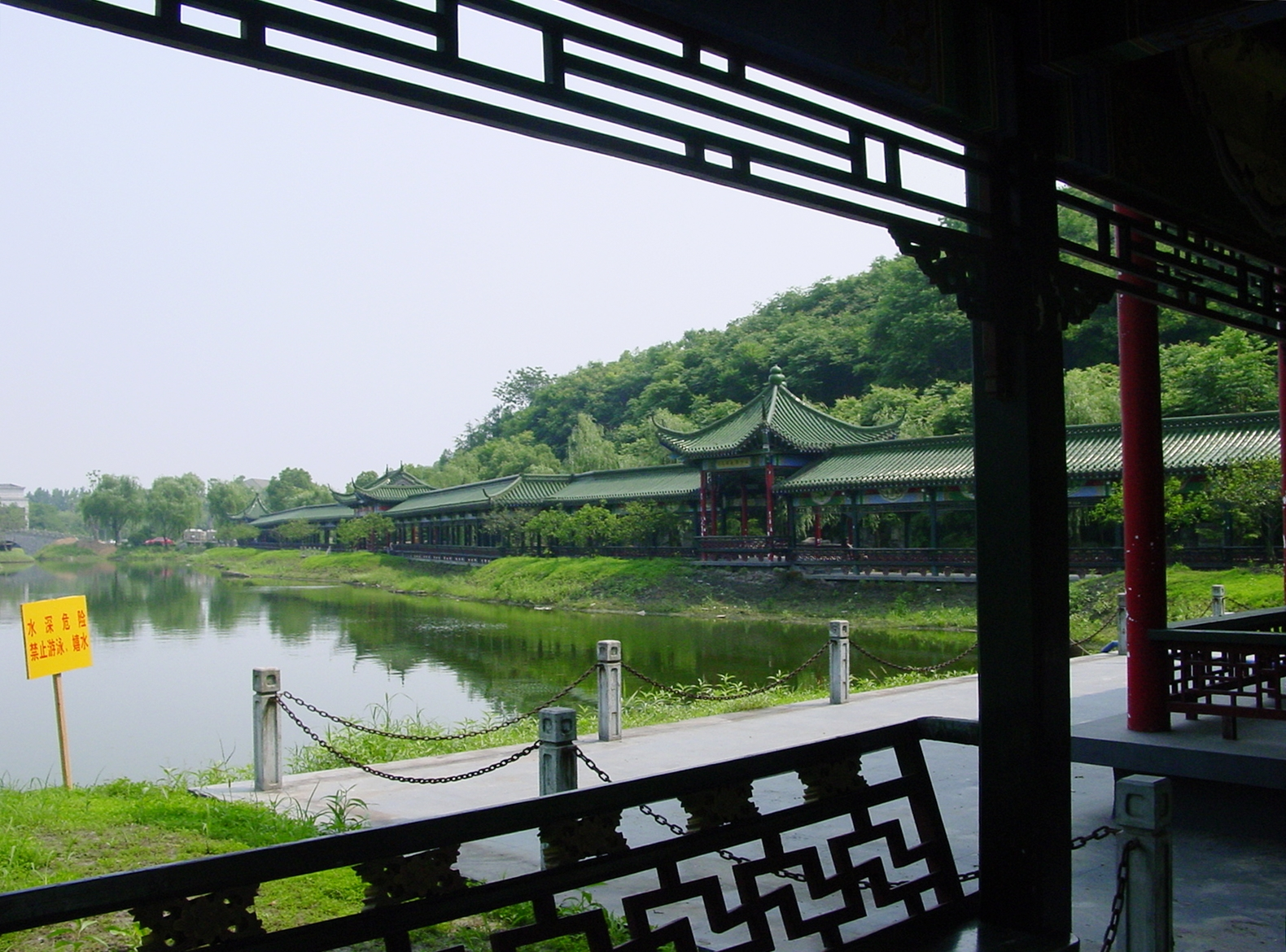
东方文化园-长廊

- 湘湖
- 杭州极地海洋公园
- 杭州乐园（杭州休闲博览园）
- 杭州东方文化园
- 北干山
- 人民广场
- 江寺公园
- 萧山观潮城

## 文体设施

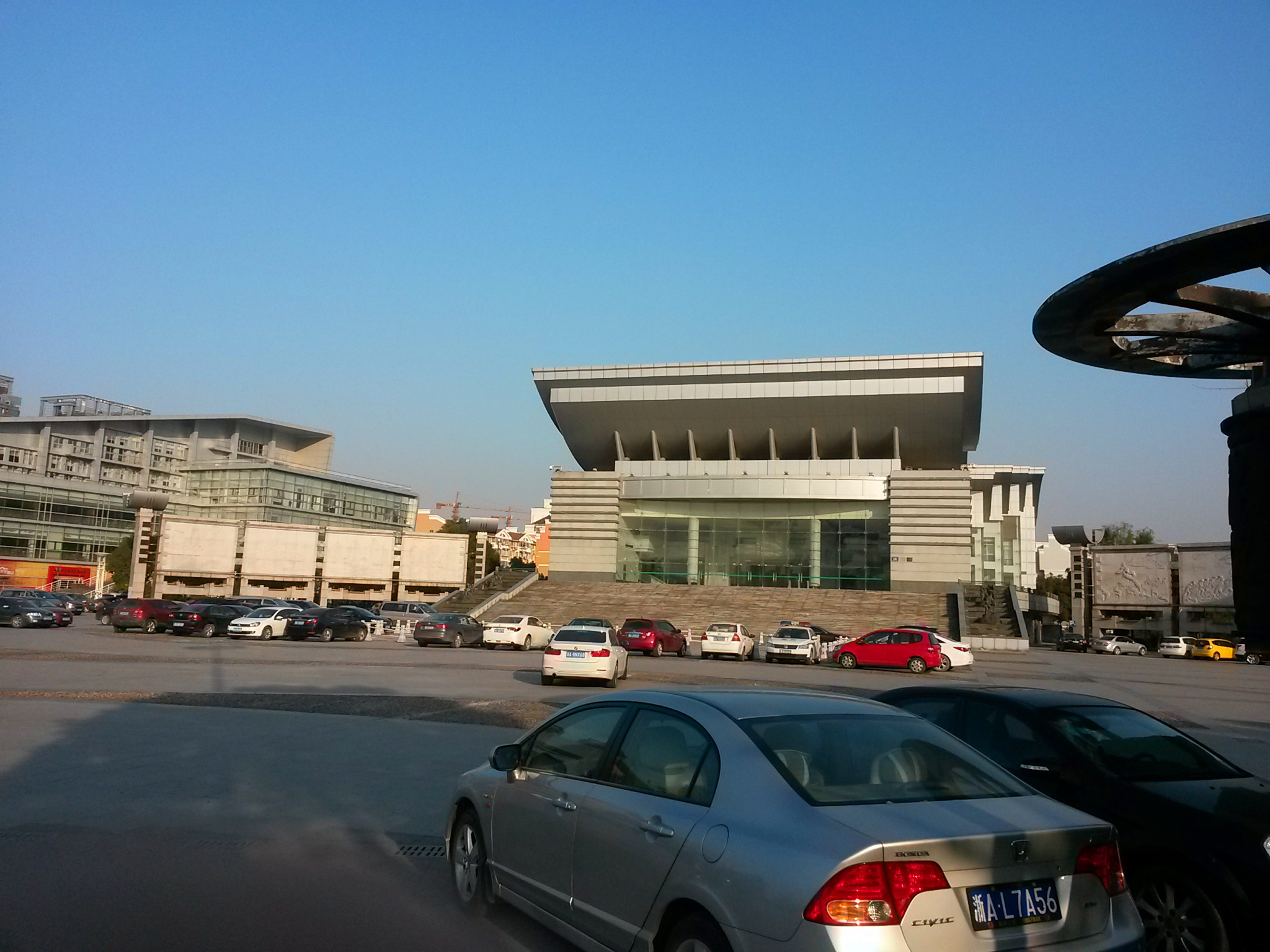
萧山剧院

- 萧山图书馆
- 萧山区文化馆
- 萧山剧院
- 萧山体育中心
- 杭州奥体博览城
- 萧山博物馆